# Amir Mašić
Amir Mašić (* 14. Februar 1998 in Zenica) ist ein bosnischer Fußballspieler.

## Karriere
Mašić begann seine Karriere beim NK Čelik Zenica. Dort stand er im Mai 2015 auch zweimal im Profikader, kam aber nie zum Einsatz. Zur Saison 2015/16 wechselte er nach Tschechien in die Jugend des FC Vysočina Jihlava, wo er ab 2017 auch für die Reserve spielte. Im September 2018 wurde er in die Slowakei an den Zweitligisten 1. FC Tatran Prešov verliehen. Für Tatran kam er zu drei Einsätzen in der zweiten Liga, ehe er im Januar 2019 wieder nach Tschechien zurückkehrte.
Zur Saison 2019/20 kehrte Mašić nach Bosnien zurück und schloss sich dem FK Mladost Doboj Kakanj an. Für Mladost kam er in eineinhalb Jahren zu sieben Einsätzen in der Premijer Liga. Im Februar 2021 wechselte er nach Kroatien zum Drittligisten NK Crikvenica. Zur Saison 2022/23 wechselte der Stürmer zum österreichischen Regionalligisten SV Allerheiligen. Für Allerheiligen machte er sieben Spiele in der Regionalliga.
Im März 2023 kehrte er nach Bosnien zurück und schloss sich dem unterklassigen NK Nemila an.